# C. Albert Bierling
L'entreprise C. Albert Bierling est une fonderie de cloches et d'art située à Dresde.

## Histoire
L'atelier est fondée en 1848 par Christian Albert Bierling. Il atteint un niveau technologique relativement élevé dans la fonderie pendant la révolution industrielle.
Au départ, Bierling travaille pour l'armée saxonne pour le moulage de pièces d’artillerie en bronze. En raison de la réforme militaire de 1866, ces commandes disparaissent largement. Bierling a un nouveau domaine d'activité dans la production et la vente de cloches d'église.
Ainsi, pendant les années de fondation dans les églises de la Saxe, une vague de cloches est échangée, ce qui occasionne relativement peu de dépenses des paroisses protestantes par Bierling, qui fournit le concept de financement et achète les vieilles cloches de bronze. De nombreuses cloches très anciennes et importantes sont fondues de cette manière. Entre 1883 et 1913, la fonderie de Dresde produit plus de 200 nouveaux carillons pour les paroisses de l'Église régionale protestante luthérienne de Saxe. Seuls cinq cloches sont conservés en Saxe aujourd'hui en raison du don de métal du peuple allemand au cours de la Première et de la Seconde Guerre mondiale.
La fonderie de cloches Bierling est, après la Première guerre mondiale, l’une des deux dernières fonderies de cloches en Saxe, mais elle cesse ses opérations en 1922.
Au total, la fonderie Bierling produit plus de 500 carillons en fer forgé du système Bierling-Köppke, plus de 2 000 cloches en bronze et de nombreux monuments royaux et militaires.

## Œuvres

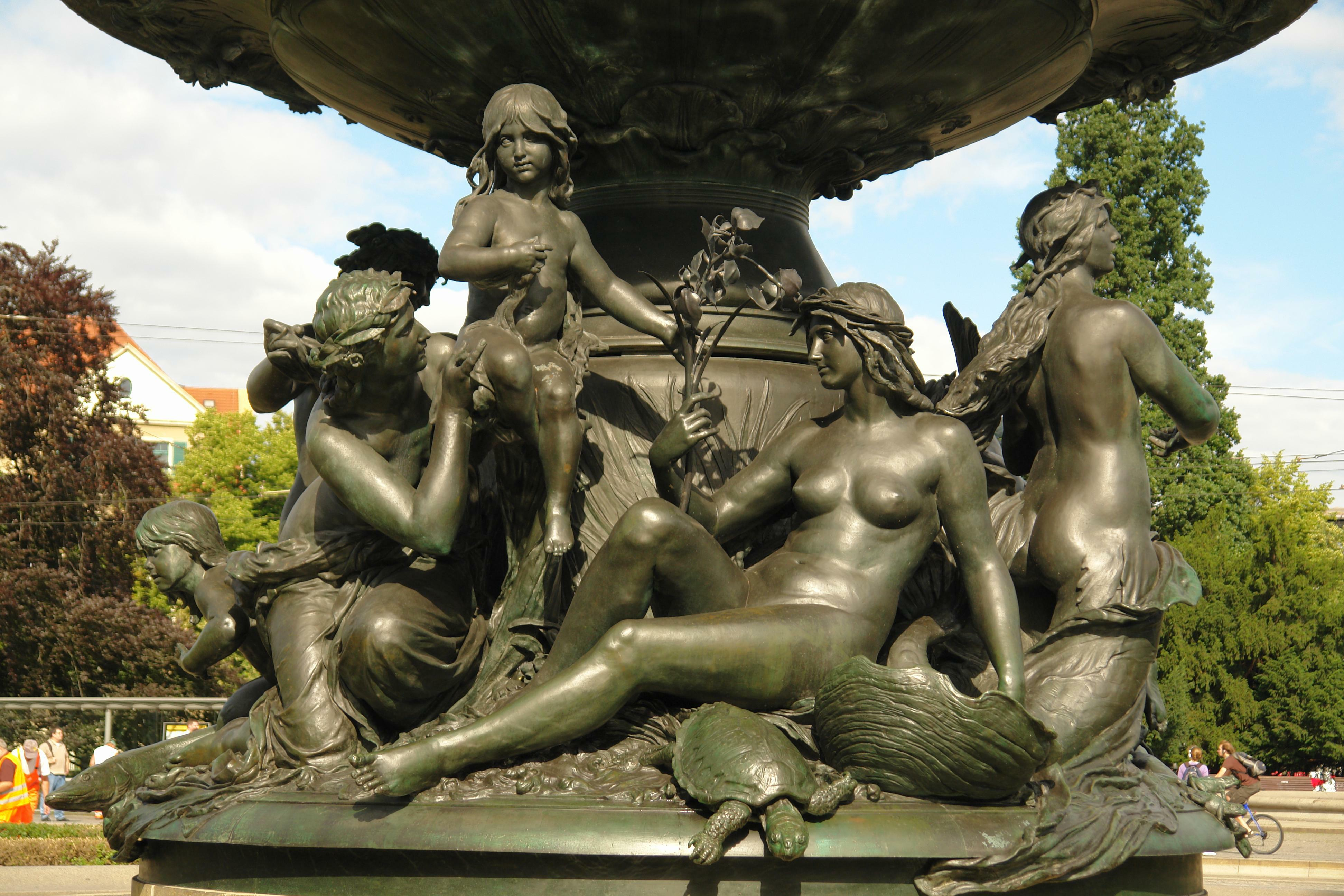
Stille Wasser und Stürmische Wogen

### Cloches
- Église Sainte-Anne d'Annaberg-Buchholz, 1922
- Église des apôtres, Dresde, 1901
- Christuskirche, Klotzsche, 1906
- Église de la Trinité, Dresde, 1892 et 1920
- Église de Radeberg, 1921
- Cathédrale de Freiberg, 1896
- Église Saint-Michel de Chemnitz
- Église Saint-Nicolas de Chemnitz, Chemnitz, 1887–1917
- Église Saint-Luc de Dresde, 1917
- Friedenskirche, Dresde-Löbtau, 1891
- Séminaire de Dresde-Strehlen, 1910

### Fonte d'art
- Gänsediebbrunnen, 1880, Dresde
- Groupe Rhin-Moselle du Niederwalddenkmal à Rüdesheim am Rhein (1883)
- Statue équestre de Jean de Saxe, 1889, place du théâtre de Dresde
- Stille Wasser und Stürmische Wogen, 1894, Albertplatz, Dresde
- Monument de Bismarck, 1903, Dresde, démoli en 1946
- Groupe de figures Enfant avec chien à la nouvelle mairie de Dresde, 1910

## Source de la traduction
- (de) Cet article est partiellement ou en totalité issu de l’article de Wikipédia en allemand intitulé « C. Albert Bierling » (voir la liste des auteurs).